# Давид Маджар
Давид Маджар е български олимпиец, участвал на зимните олимпийски игри в Санкт Мориц през 1948 г.

## Биография
Роден е на 9 декември 1920 година. Участва във всичките три алпийски дисциплини – спускане, слалом и комбинация (спускане и слалом в два манша) на петите зимни олимпийски игри, провели се в Санкт Мориц през 1948 година. Завършва спускането 62-ри от 110 участници, слаломът – 47-и от 77 участници, а комбинацията – 44-ти от 79 участници, като времето от спускането се взима и за комбинацията, но комбинацията включва различен слалом. 